# Tant Strul
Tant Strul var ett av de mera betydelsefulla svenska new wave-/punkbanden. Gruppen var verksam åren 1980–1985 och har senare återförenats för olika spelningar. Vid splittringen 1985 bestod bandet av vokalisten, gitarristen och sångskrivaren Kajsa Grytt, keyboardisten Malena Jönsson, basisten Liten Falkeholm, trummisen Nike Markelius och cellisten Sebastian Öberg (från Fläskkvartetten).

## Historik

### Tidiga år
Tant Strul grundades 1980 av Kärsti Stiege, Liten Falkeholm, Kajsa Grytt, Malena Jönsson, Micke Westerlund och Göran Larsson. Före sin tid i Tant Strul spelade Kajsa Grytt en kort tid i bandet Kasern 9 som senare bytte namn till Pink Champagne. Bandet debuterade med singeln "Pappas tant" (1980) som innehöll två spår.
Stiege lämnade bandet efter de två första singlarna för att bli fotograf, och Westerlund lämnade bandet efter den första LP:n Tant Strul (1982) och ersattes med Nike Markelius. Bandet bestod nu av Kajsa Grytt, Malena Jönsson, Liten Falkeholm och Nike Markelius. Efter den andra LP:n Amason (1983) blev Sebastian Öberg medlem i gruppen.
Efter den tredje LP:n Jag önskar dig (1984) splittrades gruppen med en sista spelning på Roskildefestivalen 1985.

### Efter upplösningen
Efter bandets upplösning bildade Kajsa Grytt och Malena Jönsson duon Kajsa och Malena. De släppte två LP-skivor som byggde på Jönssons piano och Grytts röst: Historier från en väg (1986) och Den andra världen (1988).
Därefter blev Kajsa Grytt soloartist och har hittills har släppt sju skivor: Kajsa Grytt (1990), Revolution (1994), Är vi på väg hem (2003), Brott och straff (2006) , En kvinna under påverkan (2011) , Jag ler Jag dör (2013) och Kniven i hjärtat (2018).
Nike Markelius bildade duon Nike Gurra tillsammans med Gurra från Ebba Grön och de släppte plattan Nike Gurra år 1987.  Markelius släppte även soloplattan Ansikte år 1996.  2010 började hon spela i Röda Orkestern.
Liten Falkeholm släppte aldrig en egen LP, men däremot de två singlarna Gå din egen väg och En målares dotter. Innan hon gick med i Tant Strul spelade hon i "Piska mig hårt" som senare blev Eldkvarn.  Från år 2008 spelar Falkeholm i bandet Svart Smultron tillsammans med två medlemmar från Le Muhr.
Malena Jönsson gav ut soloplatten Still 1995.  Hon har på senare år ägnat sig åt teater istället för musik.
Efter sin tid i Tant Strul fortsatte Sebastian Öberg i Fläskkvartetten, ett band som har släppt många plattor och som fortfarande är aktivt.
Från år 2004 har Falkeholm, Jönsson och Markelius till och från samarbetat i barnteatergruppen Tant Sol.

### Återföreningar och senare år
Under hösten 2004 återförenades Tant Strul en gång i Stockholm och en gång i Göteborg, och våren 2005 skedde en tredje återförening i Stockholm. Sedan 2011 har gruppen återförenats i konsertsammanhang.
Åren 2008–2009 spelade tre av Tant Struls medlemmar (Kajsa Grytt, Liten Falkeholm, Nike Markelius) åter tillsammans i bandet Aunt Fuzz, med nyskrivna låtar på engelska.  Malena var aldrig med i detta band. Den första spelningen ägde rum 3 okt 2008 på Skottvångs gruva. Sommaren 2009 gjorde Aunt Fuzz en liten turné till USA, men bandet upplöstes strax efter sin sista spelning den 1 aug 2009 på Pridefestivalen. Grytt fortsätter spela solo, Falkeholm fortsätter med Svart Smultron, och Markelius spelar idag i Röda Orkestern.
Den 20 juni 2011 gjorde bandet en spontan spelning på frontkvinnan Kajsa Grytts 50-årsfest, vilket gav blodad tand och 2012 återsamlades Tant Strul i större skala.  Sommaren 2012 gjorde Tant Strul en turné som inleddes den 12 maj 2012 på Madefestivalen i Umeå, då Kajsa Grytt, Liten Falkeholm, Malena Jönsson, Nike Markelius och Sebastian Öberg stod på Norrlandsoperans scen.

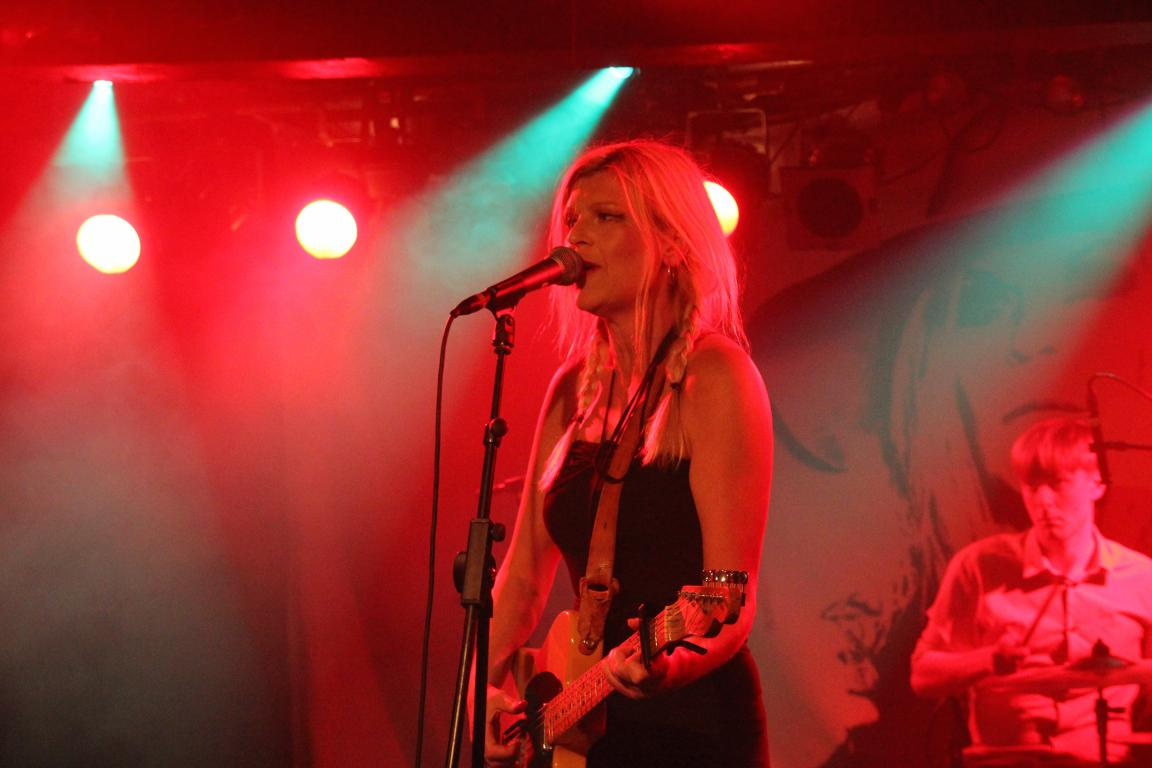
Kajsa Grytt, sångerska och gitarrist i Tant Strul.

## Medlemmar
Nuvarande medlemmar
- Kajsa Grytt - sång, gitarr (1979-85), (2004-05), (2011-12)
- Liten Falkeholm - bas (1979-85), (2004-05), (2011-12)
- Malena Jönsson - klaviatur (1980-85), (2004-05), (2011-12)
- Nike Markelius (Nike Nojja) - trummor (1982-85), (2004-05), (2011-12)
- Sebastian Öberg - cello, gitarr (1983-85), (2004-05), (2011-12)

Tidigare medlemmar
- Kärsti Stiege - sång (1979-81)
- Mikael Westerlund - trummor (1979-82)
- Joakim Thåström - orgel (1979)
- Göran Larsson - gitarr

## Diskografi

### Album
- 1982 - Tant Strul (LP)
- 1983 - Amason (LP)
- 1984 - Jag önskar dig (LP)

### Singlar
- 1980 - Pappas tant
- 1981 - Alice Underbar
- 1982 - Jagad
- 1983 - Romeo & Diskerskan
- 1984 - Svarta diamant
- 1985 - Kom hit in

### Samlingar, med mera
- 1988 - 1982-1985 (samlings-LP)
- 1993 - 1980-1985 (samlings-CD)
- 1995 - Amason (CD)
- 1995 - Jag önskar dig (CD)
- 2009 - Klassiker (dubbel-CD med allt som TS släppt på skiva)

## Källhänvisningar
1. ↑  Se 2020 års invalda, 20 april 2020, läs online, läst: 20 juni 2020.[källa från Wikidata]
2. ↑  "Kajsa Grytt". NE.se. Läst 8 augusti 2014.